# Гвайфенезин
Гвайфенезин (англ. guaifenesin, лат. Guaiphenesinum) — напівсинтетичний препарат, що створений на основі природної речовини гваяколу, який добувається із кори гваякового дерева, та уперше був отриманий у 1912 році та належить до групи муколітичних і відхаркувальних препаратів (експекторантів), для перорального застосування. Уперше гвайфенезин був затверджений FDA у 1952 році. У зв'язку із подальшими змінами форм випуску та маркетингу препарату новий дозвіл на маркетинг препарату в США був отриманий у 2002 році. Виробництво гвайфенезину згідно попередньо ліцензії, яка належала «Adams Respiratory Therapeutics», продовжила фірма «Reckitt Benckiser» у Великій Британії.

## Фармакологічні властивості
Гвайфенезин — напівсинтетичний препарат, що створений на основі природної речовини гваяколу та належить до групи муколітиків та відхаркувальних препаратів. Механізм дії препарату полягає у деполімеризації та руйнуванні кислих мукополісахаридів бронхіального секрету, що призводить до зменшення в'язкості та полегшення відходження мокротиння із дихальних шляхів, окрім цього, гвайфенезин сприяє активації мукоциліарного кліренсу та посилює виділення легеневого сурфактанту. Гвайфенезин також виявляє дію на центральну нервову систему, має анксіолітичну дію. Гвайфенезин має здатність знижувати симтоми тривоги, а також страхів перед неприємною подією; зменшує симптоми головного болю, тахікардії, задишки та безсоння, що викликані емоційним напруженням. У США гвайфенезин застосовується для лікування фіброміалгії (але не включений в офіційний протокол лікування даного захворювання та не має доведеної ефективності при даному захворюванні). Згідно з даними нечисленних клінічних спостережень, прийом гвайфенезину за кілька днів до овуляції може стимулювати вироблення цервікального слизу у шийці матки, що може сприяти процесу запліднення.

### Фармакокінетика
Гвайфенезин швидко (протягом 25—30 хвилин) і добре всмоктується та розподіляється в організмі після перорального застосування. Препарат найкраще проникає у тканини, що містять кислі мукополісахариди. Гвайфенезин метаболізується у печінці (приблизно 60 % препарату). Виводиться із організму гвайфенезин переважно нирками, частково препарат виводиться легенями із мокротинням. Період напіввиведення препарату складає 1 годину, цей час може збільшуватися при порушеннях функції нирок.

## Показання до застосування
Гвайфенезин застосовується при гострих та хронічних захворюваннях дихальної системи, що пов'язані з порушеннями бронхіальної секреції — гострий та хронічний бронхіт, бронхоектатична хвороба, трахеїти, ларингіти, синусити, фарингіти, пневмонії, бронхіальна астма, туберкульоз легень, муковісцидоз, для санації легеневих шляхів у перед- та післяопераційному періоді. У складі комбінованого препарату «Ново-Пассит» гвайфенезин застосовується для лікування легких форм неврастенії, невротичних порушень пам'яті; а також для підтримуючого лікування мігрені, головного болю, судинних захворювань головного мозку із астенічним синдромом, при клімактеричному синдромі, функціональних та органічних захворюваннях травної системи неврогенного походження, при неврогенній гикавці, при нейрогенних дерматозах, що супроводжуються свербінням шкіри (атопічна екзема, кропив'янка).

## Побічна дія
При застосуванні гвайфенезину рідко (0,01—0,1 %) можуть спостерігатися наступні побічні ефекти:
- Алергічні реакції — висипання на шкірі, кропив'янка, гарячка.
- З боку травної системи — нудота, блювання, біль у животі, діарея.
- З боку нервової системи — головний біль, головокружіння, сонливість.

Дуже рідко при тривалому застосуванні гвайфенезину спостерігається утворення каменів у нирках або сечовому міхурі.

## Протипокази
Гвайфенезин протипоказаний при підвищеній чутливості до препарату, при загостенні виразкової хвороби шлунку та дванадцятипалої кишки, при згадці в анамнезі хворого за шлунково-кишкову кровотечу, вологому кашлі з відходженням великої кількості мокротиння. Гвайфенезин застосовується у дітей старших 2 років. З обережністю застосовується препарат при вагітності та годуванні грудьми.

## Форми випуску
Гвайфенезин випускається у вигляді капсул по 0,3 г; та 2 % сиропу для прийому всередину по 100, 118, 160, 120 та 180 мл. Гвайфенезин разом із екстрактами лікарських рослин входить до складу комбінованого препарату «Ново-Пассит». Гвайфенезин разом із еритроміцином входить до складу комбінованого препарату «Макротусин». Гвайфенезин разом із бромгексином, сальбутамолом та ментолом входить до складу комбінованого препарату «Аскорил експекторант»., а з бромгексином та сальбутамолом до складу препарату «Аскорил». Разом із бутаміратом гвайфенезин входить до складу комбінованого препарату «Стоптусин». За кордоном гвайфенезин випускається у комбінаціях із декстрометорфаном, ацетамінофеном, ефедрином, псевдоефедрином , кодеїном та фенілефрином.